# Advanced Functional Materials
Advanced Functional Materials is een wetenschappelijk tijdschrift met peer review dat wordt uitgegeven door Wiley-VCH Verlag (onderdeel van de academische uitgeverij John Wiley & Sons). De naam wordt in literatuurverwijzingen meestal afgekort tot Adv. Funct. Mater. Het tijdschrift publiceert onderzoek uit de materiaalkunde, met als belangrijkste onderwerpen fotovoltaïsche cellen, organische halfgeleiders, nanobuisjes, vloeibare kristallen en magnetische materialen.
Advanced Functional Materials werd opgericht in 2001, toen de voorloper, Advanced Materials for Optics and Electronics, werd stopgezet. In 2019 bedroeg de impactfactor van het tijdschrift 15,621.